# Byblis (plant)
Byblis is een geslacht van vleesetende planten uit de familie Byblidaceae. De soorten komen voor in Australië en op  Nieuw-Guinea.

## Soorten
- Byblis aquatica Lowrie & Conran
- Byblis filifolia Planch.
- Byblis gigantea Lindl.
- Byblis guehoi Lowrie & Conran
- Byblis lamellata Conran & Lowrie
- Byblis liniflora Salisb.
- Byblis pilbarana Lowrie & Conran
- Byblis rorida Lowrie & Conran